# Königlicher Palast (Mailand)

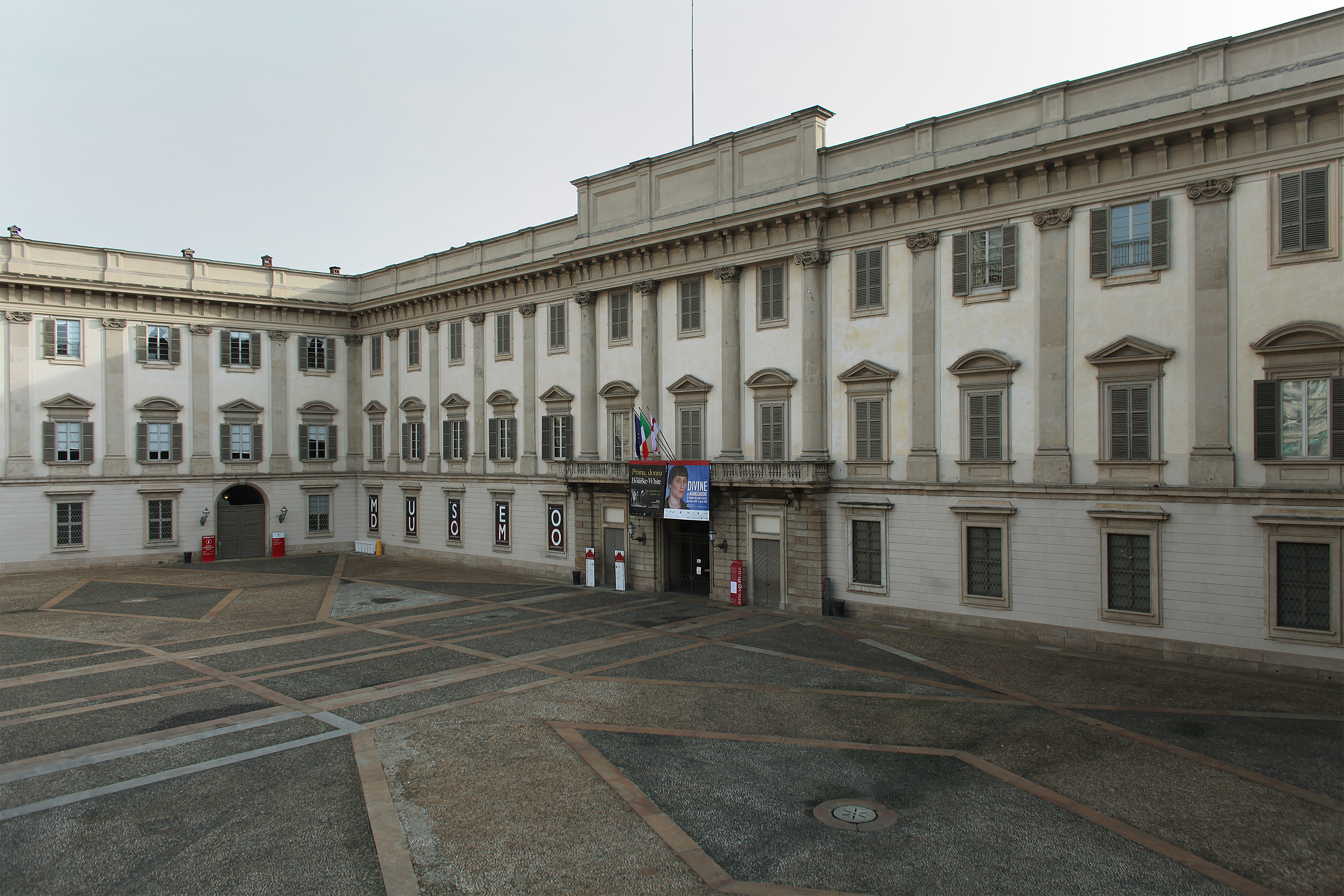
Das Königliche Schloss zu Mailand

Das Königliche Schloss (italienisch Palazzo Reale di Milano) ist eine ehemalige Residenz in der italienischen Stadt Mailand. Es befindet sich im Südosten des Domplatzes. In dem Barockbau residierten unter anderem die Habsburger in der Lombardei.

## Beschreibung

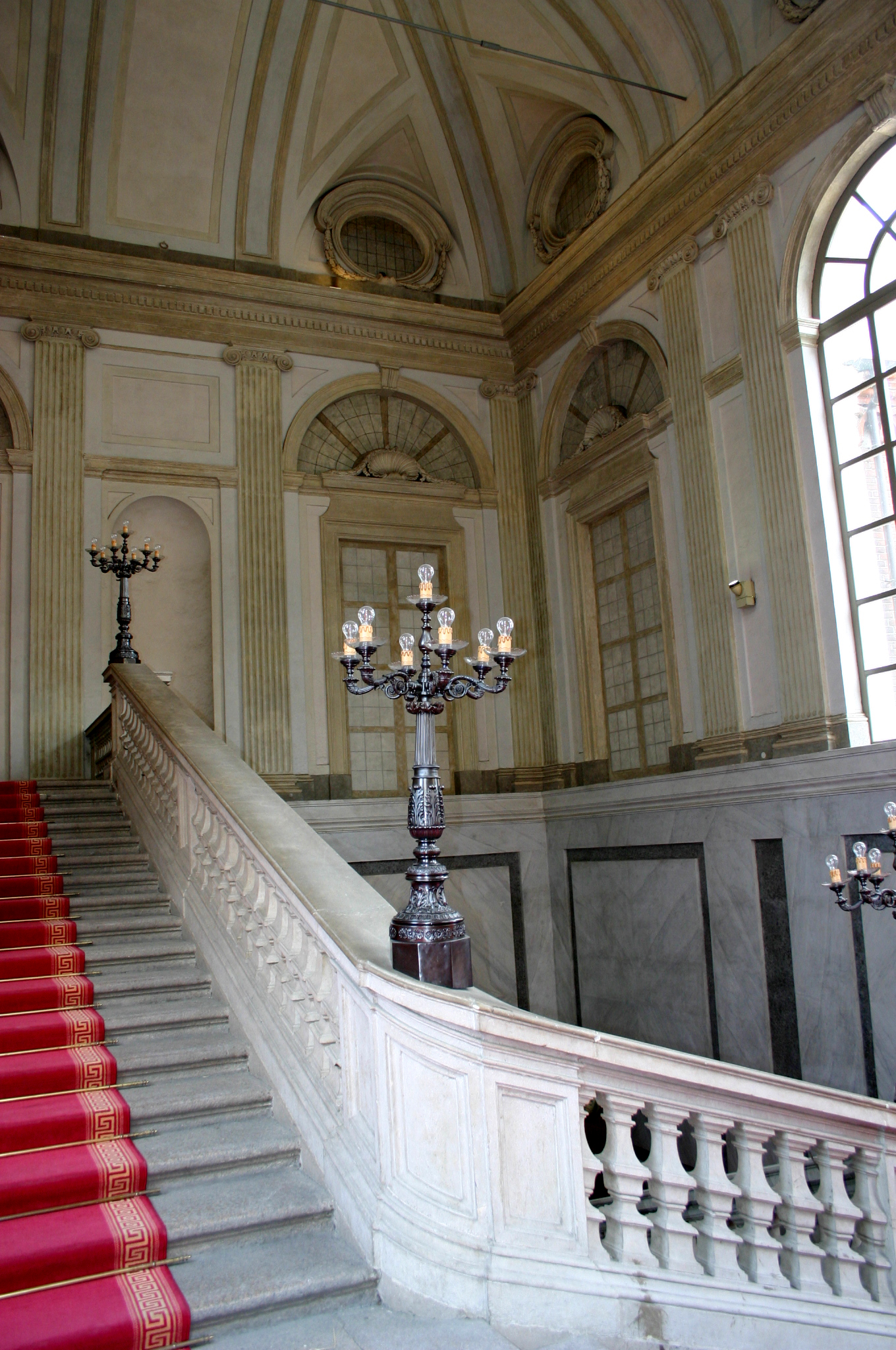
Die Prunkstiege

Das jetzige äußere und innere Erscheinungsbild wurde unter der Herrschaft der Kaiserin Maria Theresia geprägt: Für Ferdinand Karl von Österreich-Este (1754–1806) wurde 1778 das Schloss durch Giuseppe Piermarini umgebaut. Nach der Wiedervereinigung von Italien unter den Savoiern wurde das Schloss zu deren Stadtresidenz erhoben, 1919 aber vom Königshaus an den italienischen Staat abgegeben.
Schon bei der Schaffung des Domplatzes war der Ostflügel des Baus gekappt worden. In den 1930er Jahren kam es zu einer weiteren Beeinträchtigung: etwa 60 Meter des langen Flügels wurden der Errichtung des faschistischen Palazzo dell’Arengario geopfert.
Das Schloss erlitt am 15. August 1943 als Folge eines britischen Bombenangriffs schwere Brandschäden. Die Decke der Karyatiden-Halle stürzte ein. Die Renovierung des Schlosses erfolgte zunächst langsam und teilweise. Erst seit der Jahrtausendwende wird das Schloss komplett restauriert.